# Miami University Women's Volleyball
La Miami University Women's Volleyball è la squadra pallavolo femminile appartenente alla Miami University, con sede a Oxford (Ohio): milita nella Mid-American Conference della NCAA Division I.

## Storia
Il programma di pallavolo femminile della Miami University viene fondato nel 1974. Inizialmente affiliato alla AIAW Division I, dal 1980 fa parte della Mid-American Conference, che dall'anno seguente diventa una conference di NCAA Division I e nel corso degli anni si aggiudica sette volte il titolo di conference.

## Record
| Piazzamento          |    | Edizione                                                                   |
| -------------------- | -- | -------------------------------------------------------------------------- |
| Tornei NCAA          | 11 | Secondo turno: 1 1998                                                      |
| Tornei NCAA          | 11 | Primo turno: 10 1981, 1990, 1995, 1996, 1997, 2006, 2007, 2008, 2016, 2017 |
| Titoli di conference | 7  | Mid-American Conference: 7 1980, 1981, 1990, 1996, 1998, 2007, 2017        |

## Conference
- Mid-American Conference: 1980-

## Allenatori
- Elaine Hieber: 1974-1975
- Diana Ford: 1976-1978
- Peggy Bradley: 1979-1983
- Carolyn Condit: 1984-